# Мурска Собота
 Мурска Собота (словен. Murska Sobota, мађ. Muraszombat) је један од већих градова у Словенији и најважније насеље Помурске регије. То је и управно средиште истоимене општине Мурска Собота.

## Положај
Град Мурска Собота налази се у североисточном делу земље, на 180 km североисточно од престонице Љубљане. Марибор је први већи град Мурској Соботи и удаљен је од града 40 km западно.

## Природне одлике
Рељеф: Мурска Собота се налази у равничарском делу области Прекомурје, на месту где се из равнице одвајају путеви ка северу и побрђу Горичко.
Клима: У граду влада умерено континентална клима.
Воде: Кроз град протиче речица Лендава, а већа река Мура се налази на 10 km југозападно од града.

## Историја
Подручје Мурске Соботе било је насељено од праисторије. У раном средњем веку на овом подручју се насељавају Словени, али већ у 11. веку ово подручје потпада под власт средњовековне Угарске. Град се тада почео развијати као обласно вашариште, на шта упућује и назив града (субота као вашарски дан).
Мурска Собота је више векова био у поседу Хабзбурговаца, и, за разлику од већине словеначких градова, то у саставу Угарске. 1918. године оно се прикључује Краљевству Срба, Хрвата и Словенаца, касније Југославија, да би данас био један од 10 водећих градова Словеније.

## Становништво
Град Мурска Собота данас има преко 12.000 становника и по броју је то десети град у држави. За разлику од већине великих градова Словеније, удео несловеначког становништва (највише из других републике бивше Југославије) је веома мали, па етнички Словенци чине далеко најбројније становништво града и околине.

## Привреда
Мурска Собота је традиционално средиште равничарског и пољопривредно усмереног Прекомурја, па је у граду претежно развијена прехрамбена индустрија.

## Партнерски градови
- Инголштат

## Галерија
- Главна улица у Мурској Соботи
- Градски замак